# Gulyás Ferenc (író)
Gulyás Ferenc (Székesfehérvár, 1944. július 27.–) magyar költő, író.

## Életútja
A marosvásárhelyi Encsel Mór Szakiskolában hűtőtechnikus mesterséget tanult, Temesvárt a Constantin Diaconovici Loga Líceum esti tagozatán érettségizett (1965). Temesvárt tejtermék- és betonelemgyárakban dolgozott, majd a Dermatina Műanyaggyár hűtőtechnikusa.
Verseit, novelláit, elbeszéléseit 1961 óta a Szabad Szó, Vörös Zászló, Munkásélet, Ifjúmunkás, Művelődés, Utunk és Igaz Szó közölte. Kilenc verse jelent meg a Hangrobbanás c. antológiában (Temesvár, 1975), versekkel és regényrészletekkel szerepelt a temesvári Ady Endre, ill. Franyó Zoltán Irodalmi Kör Lépcsők c. antológiáiban (Temesvár, 1977 és 1980). Befelé hosszabb az út c. regénye (Temesvár, 1979) egy munkásközösség mindennapi életének, emberi küzdelmeinek hiteles és kihívóan nyers rajza.
1989 után is nehezen tért magához a temesvári magyar irodalmi élet. 2002 áprilisában Bárányi Ferenc rendezett egy irodalmi estet, ahol Anavi Ádám, Fülöp Lídia, Bárányi Ferenc, Bárányi Ildikó, Eszteró István, Gulyás Ferenc, Matekovits György, Kiss Tünde, Illés Mihály, Kiss András, Gherasim Emil, Pálkovács István írásait a Temesvári Csiky Gergely Színház fiatal művészei olvasták fel, sajnos érdeklődő közönség alig volt.